# Capitolium
| \| \| |
| Localisation du Capitolium sur une carte topographique simplifiée de la ville de Rome antique avec, à titre indicatif, les empreintes des principaux monuments et les tracés des murs servien et aurélien. |
| |

Le Capitolium est la partie sud-ouest de la colline du Capitole, séparée de la partie septentrionale, la colline de l'Arx, par une dépression, l'intermontum. 
Pour des articles plus généraux, voir Capitole et Sept collines de Rome.

## Origine du nom
Le nom de ce sommet vient du latin caput qui signifie « tête », mais aussi « principal », car le Capitole était le Caput Urbis c'est-à-dire littéralement l'« endroit principal de la ville » ou plus simplement le « chef-lieu » puisqu'il est le centre religieux de Rome.
D'après Varron, le Capitolium aurait d'abord été nommé le Saturnium ou Saturnius mons, nom qu'Énée aurait étendu à la contrée. Il aurait été le siège d'un oppidum appelé Saturnia, dont il resterait encore trois vestiges : un temple de Saturne, dans les gorges de la montagne, une porte nommée Pandana et qui, selon Junius, s'appelait Saturnia, et enfin le nom de postici (« de derrière ») qui, dans les lois privées sur les édifices, est donné aux murs adossés au temple de Saturne.

## Description
Cette partie de la colline est entourée de falaises raides dont la roche Tarpéienne d’où sont précipités les traîtres à la patrie. La partie sud du Capitole culmine à environ 45 mètres. L'accès au sommet culminant à 46 mètres est possible à l'est via une rampe, le Clivus Capitolinus. Le sommet de la colline est progressivement aplani pour permettre la construction de nombreux édifices religieux qui composent l'aire capitoline.

## Histoire
Comme l'Arx, l'Aventin et le Quirinal, le Capitolium n'aurait pas été compris dans l'enceinte archaïque de Rome des IXe et VIIIe siècle av. J.-C. qui se réduisait aux sept collines (Septem montes) célébrées lors du Septimontium : le Palatium, le Cermalus, la Velia, le Fagutal, le Cispius, l'Oppius et le Caelius. Ce n'est que plus tard, une fois la ville étendue, que la colline devient une des sept collines de la Rome classique.
Tarquin le Superbe établit sur cette colline le temple de Jupiter Capitolin. 

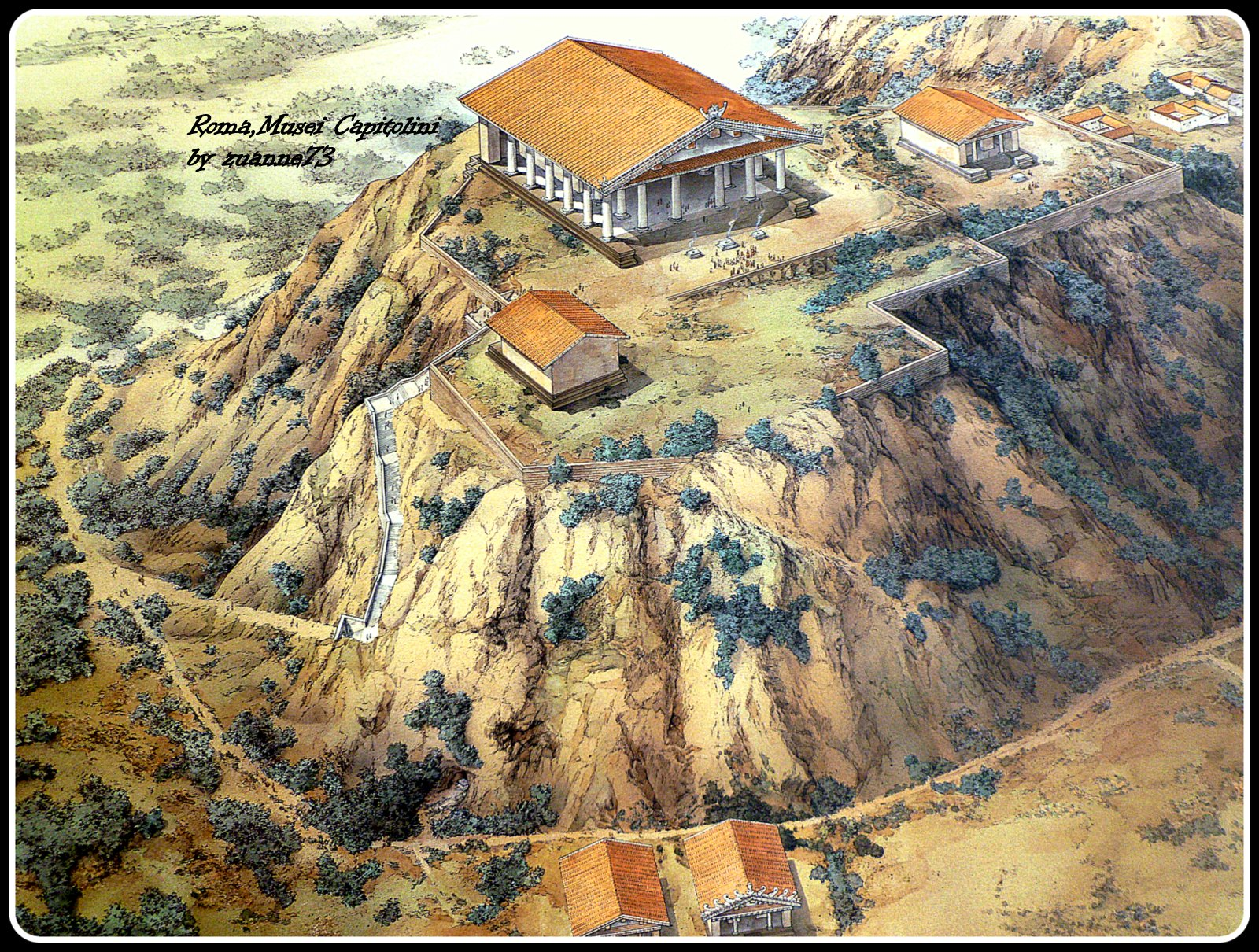
Le Capitolium entre l'époque royale et le début de la République, avec le temple de Jupiter Capitolin et celui de Junon Moneta.
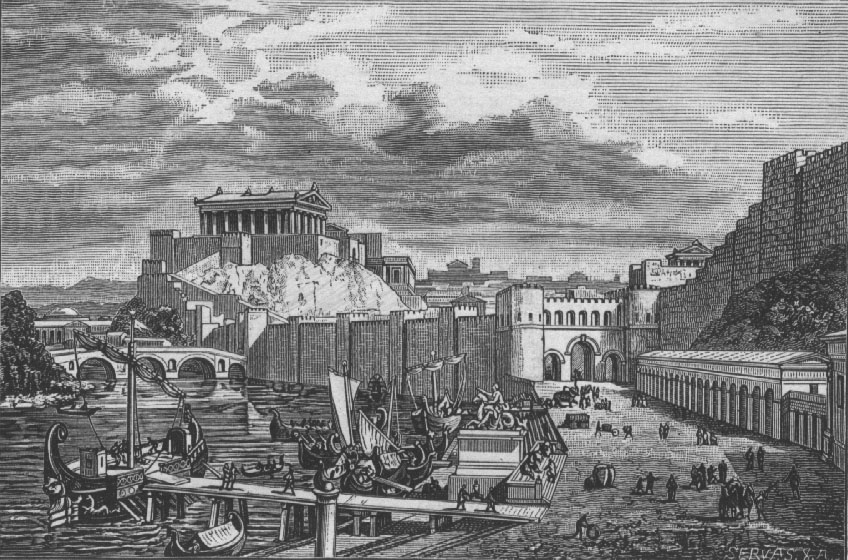
La Rome républicaine avec le Capitolium, gravure de Friedrich Polack (en), 1896.
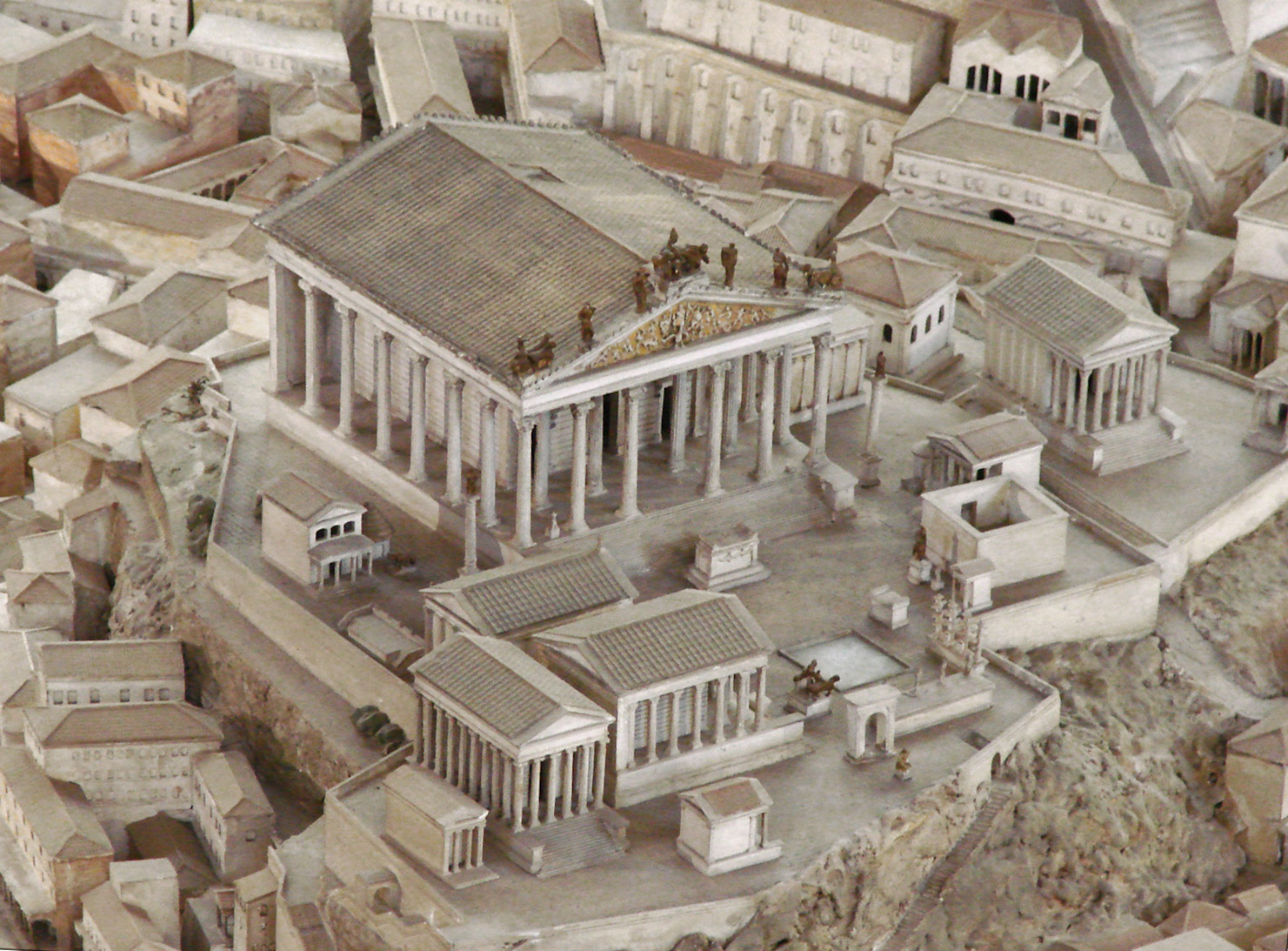
L'aire capitoline sous Constantin (IVe s.), maquette d'Italo Gismondi.

| Plan intemporel du Capitole antique |
| --- |
| \| Aire · Capitoline Arx Forum · Romanum Forums · impériaux Vélabre Temple de · Jupiter · capitolin Tabularium Temple de · Junon · Moneta Théâtre de · Marcellus Forum · Holitorium Temple de · Bellone Temple de · Jupiter Férétrien Temple de · Véiovis Auguraculum Iseum Temple de · Jupiter Custos (?) Temple de la · Concorde (?) Temple de · Jupiter Conservator Casa Romuli Autel Tensarum Temple de · Jupiter · Tonnant Clivus · Capitolinus Centus · Gradus Porta Pandana Temple de · Janus Temple de · Junon Sospita Temple de · Spes Temple · d'Auguste Asylum Inter duos lucos Vicus · Iugarius Champ · de Mars Portique · des Dieux · Conseillers Temple de · Vespasien Temple de la · Concorde Tullianum Clivus · Argentarius Temple de · Vénus · Érycine Temple de · Mens (?) Temple de · Fides (?) Temple · d'Ops (?) Arc · de · Scipion Temple de · Saturne Basilique · Julia T. de Vénus · Victrix (?) T. du · Genius publicus · populi Romani (?) T. de Fausta · Felicitas (?) \| |
| Aire · Capitoline Arx Forum · Romanum Forums · impériaux Vélabre Temple de · Jupiter · capitolin Tabularium Temple de · Junon · Moneta Théâtre de · Marcellus Forum · Holitorium Temple de · Bellone Temple de · Jupiter Férétrien Temple de · Véiovis Auguraculum Iseum Temple de · Jupiter Custos (?) Temple de la · Concorde (?) Temple de · Jupiter Conservator Casa Romuli Autel Tensarum Temple de · Jupiter · Tonnant Clivus · Capitolinus Centus · Gradus Porta Pandana Temple de · Janus Temple de · Junon Sospita Temple de · Spes Temple · d'Auguste Asylum Inter duos lucos Vicus · Iugarius Champ · de Mars Portique · des Dieux · Conseillers Temple de · Vespasien Temple de la · Concorde Tullianum Clivus · Argentarius Temple de · Vénus · Érycine Temple de · Mens (?) Temple de · Fides (?) Temple · d'Ops (?) Arc · de · Scipion Temple de · Saturne Basilique · Julia T. de Vénus · Victrix (?) T. du · Genius publicus · populi Romani (?) T. de Fausta · Felicitas (?)       |